# 戈特弗里德·费德尔

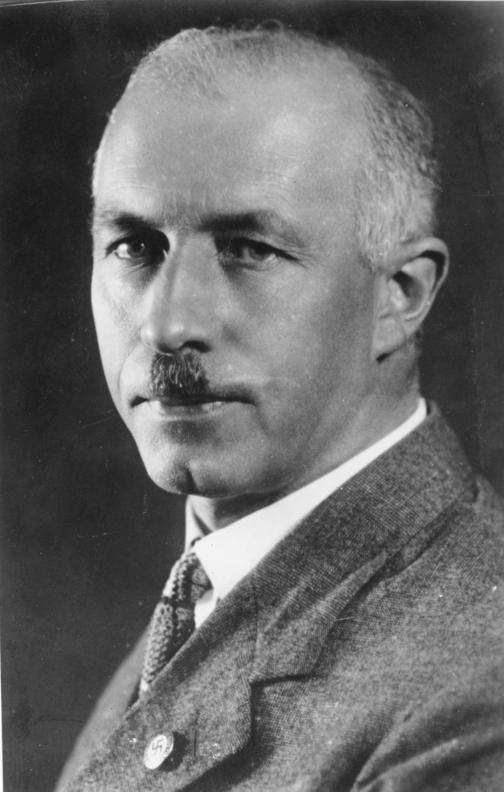
戈特弗里德·费德尔

戈特弗里德·费德尔（德語：Gottfried Feder，1883年1月27日—1941年9月24日）德国土木工程师、自学成才的经济学家，纳粹党早期核心成员和经济理论家。1919年9月12日，他发表的一场演讲吸引了阿道夫·希特勒加入纳粹党。